# Eriosphaeria investans
Eriosphaeria investans är en svampart som först beskrevs av Mordecai Cubitt Cooke, och fick sitt nu gällande namn av Pier Andrea Saccardo 1882. Eriosphaeria investans ingår i släktet Eriosphaeria och familjen Trichosphaeriaceae.   Inga underarter finns listade i Catalogue of Life.